# PlayStation 2
PlayStation 2 (プレイステーション2) là một hệ máy sử dụng tay cầm điều khiển thế hệ thứ sáu được sản xuất và phát hành bởi Sony, nằm trong dòng PlayStation. Nó được công bố phát triển vào tháng 3 năm 1999 và ra mắt lần đầu vào ngày 4 tháng 3 năm 2000 ở Nhật Bản. Đối thủ cạnh tranh chính của PlayStation 2 là Dreamcast của Sega, Xbox của Microsoft và GameCube của Nintendo.
PlayStation 2 là hệ máy chơi trò chơi điện tử bán chạy nhất mọi thời đại, đạt đến hơn 150 triệu đơn vị bán ra tính đến ngày 31 tháng 1 năm 2011. Đó là thời điểm sau 10 năm và 11 tháng hệ máy này phát hành vào tháng 3 năm 2000 ở Nhật Bản. Ngoài ra, Sony cho biết hiện có 10.828 tựa game đã được làm cho hệ máy và 1,52 triệu bản PlayStation 2 đã được bán kể từ khi sản xuất lần đầu. Vào cuối năm 2009, sau khi các nhà phát triển tạo ra các trò chơi mới và các tay cầm điều khiển vẫn bán đều đặn một thập kỷ sau khi phát hành lần đầu.
Đến Tháng 12 năm 2012, Sony Nhật Bản tuyên bố ngừng sản xuất PS2 tại Nhật Bản cho đến khi năm 2013, PlayStation 2 ngừng sản xuất toàn cầu, đây có thể coi như sự kết thúc của các dòng máy trò chơi thệ hệ thứ 6 sau Sega Saturn